# Wahlen zum Senat der Vereinigten Staaten 1948
Die Wahlen zum Senat der Vereinigten Staaten 1948 zum 81. Kongress der Vereinigten Staaten fanden am 2. November statt. Sie war Teil der Wahlen in den Vereinigten Staaten an diesem Tag und fiel mit der Präsidentschaftswahl zusammen, bei der Präsident Harry S. Truman überraschend wiedergewählt wurde.
Zur Wahl standen die 32 Sitze der Klasse II, außerdem fand in Louisiana die Nachwahl für den verstorbenen John H. Overton statt. Der Klasse-II-Senator von North Carolina war ebenfalls nicht gewählt, sondern nur ernannt worden, in beiden Fällen nahmen die gewählten Nachfolger noch während der Amtsperiode des 80. Kongresses im Dezember ihre Senatssitze ein.
Von den zur Wahl stehenden 33 Sitzen waren 15 von Demokraten besetzt, 18 von Republikanern. 15 Amtsinhaber wurden wiedergewählt, davon 10 Demokraten und 5 Republikaner. Die Demokraten konnten 9 bisher von Republikanern gehaltene Sitze erobern, die Republikaner eroberten keinen Sitz. Damit verloren die Republikaner ihre Mehrheit von 51 Sitzen und fielen auf 42 Sitze, die Demokraten konnten sich von 45 auf 54 Sitze verbessern und damit eine solide Mehrheit erringen.
Im Juni 1949 verstarb der demokratische Senator von New York, Robert F. Wagner. Zu seinem Nachfolger wurde der Republikaner John Foster Dulles ernannt, der spätere Außenminister. Dieser unterlag im November 1949 dem Demokraten Herbert H. Lehman in einer Nachwahl, so dass am Ende des 81. Kongresses das Parteiverhältnis im Senat wieder bei 54 zu 42 zugunsten der Demokraten lag.
Zu Veränderungen nach der Wahl siehe auch Liste der Mitglieder des Senats im 81. Kongress der Vereinigten Staaten.

## Ergebnisse
| Staat                 | Amtierender Senator         | Partei       | Ergebnis                   | Neuer Senator            |
| --------------------- | --------------------------- | ------------ | -------------------------- | ------------------------ |
| Alabama               | John Sparkman               | Demokrat     | wiedergewählt              | John Sparkman            |
| Arkansas              | John L. McClellan           | Demokrat     | wiedergewählt              | John L. McClellan        |
| Colorado              | Edwin C. Johnson            | Demokrat     | wiedergewählt              | Edwin C. Johnson         |
| Delaware              | C. Douglass Buck            | Republikaner | Zugewinn Demokraten        | J. Allen Frear           |
| Georgia               | Richard B. Russell          | Demokrat     | wiedergewählt              | Richard B. Russell       |
| Idaho                 | Henry Dworshak              | Republikaner | Zugewinn Demokraten        | Bert H. Miller           |
| Illinois              | C. Wayland Brooks           | Republikaner | Zugewinn Demokraten        | Paul Douglas             |
| Iowa                  | George A. Wilson            | Republikaner | Zugewinn Demokraten        | Guy Gillette             |
| Kansas                | Arthur Capper               | Republikaner | von Republikanern gehalten | Andrew Schoeppel         |
| Kentucky              | John Sherman Cooper         | Republikaner | Zugewinn Demokraten        | Virgil Chapman           |
| Louisiana, Klasse III | William C. Feazel, ernannt  | Demokrat     | von Demokraten gehalten    | Russell B. Long          |
| Louisiana             | Allen J. Ellender           | Demokrat     | wiedergewählt              | Allen J. Ellender        |
| Maine                 | Wallace H. White            | Republikaner | von Republikanern gehalten | Margaret Chase Smith     |
| Massachusetts         | Leverett Saltonstall        | Republikaner | wiedergewählt              | Leverett Saltonstall     |
| Michigan              | Homer S. Ferguson           | Republikaner | wiedergewählt              | Homer S. Ferguson        |
| Minnesota             | Joseph H. Ball              | Republikaner | Zugewinn Demokraten        | Hubert H. Humphrey       |
| Mississippi           | James Eastland              | Demokrat     | wiedergewählt              | James Eastland           |
| Montana               | James Edward Murray         | Demokrat     | wiedergewählt              | James Edward Murray      |
| Nebraska              | Kenneth S. Wherry           | Republikaner | wiedergewählt              | Kenneth S. Wherry        |
| New Hampshire         | Styles Bridges              | Republikaner | wiedergewählt              | Styles Bridges           |
| New Jersey            | Albert W. Hawkes            | Republikaner | von Republikanern gehalten | Robert C. Hendrickson    |
| New Mexico            | Carl Hatch                  | Demokrat     | von Demokraten gehalten    | Clinton Presba Anderson  |
| North Carolina        | William B. Umstead, ernannt | Demokrat     | von Demokraten gehalten    | J. Melville Broughton    |
| Oklahoma              | Edward H. Moore             | Republikaner | Zugewinn Demokraten        | Robert S. Kerr           |
| Oregon                | Guy Cordon                  | Republikaner | wiedergewählt              | Guy Cordon               |
| Rhode Island          | Theodore F. Green           | Demokrat     | wiedergewählt              | Theodore F. Green        |
| South Carolina        | Burnet R. Maybank           | Demokrat     | wiedergewählt              | Burnet R. Maybank        |
| South Dakota          | Vera C. Bushfield           | Republikaner | von Republikanern gehalten | Karl Earl Mundt          |
| Tennessee             | Tom Stewart                 | Demokrat     | von Demokraten gehalten    | Estes Kefauver           |
| Texas                 | W. Lee O’Daniel             | Demokrat     | von Demokraten gehalten    | Lyndon B. Johnson        |
| Virginia              | Absalom Willis Robertson    | Demokrat     | wiedergewählt              | Absalom Willis Robertson |
| West Virginia         | W. Chapman Revercomb        | Republikaner | Zugewinn Demokraten        | Matthew M. Neely         |
| Wyoming               | Edward V. Robertson         | Republikaner | Zugewinn Demokraten        | Lester C. Hunt           |

- ernannt: Senator wurde vom Gouverneur als Ersatz für einen ausgeschiedenen Senator ernannt, Nachwahl nötig.
- wiedergewählt: ein gewählter Amtsinhaber wurde wiedergewählt.